# Accademia musicale Franz Liszt
Università di studi musicali Ferenc Liszt (in ungherese Liszt Ferenc Zeneművészeti Egyetem), precedentemente e più comunemente conosciuta come Accademia musicale Ferenc Liszt (in ungherese: Liszt Ferenc Zeneakadémia o più semplicemente come Zeneakadémia) è l'accademia musicale di Budapest e della sua sala da concerto.
L'Accademia fu fondata da Franz Liszt il 14 novembre 1875 e prese il suo nome nel 1925.
Qui si trova la "collezione Liszt", con libri e manoscritti donati da Liszt quando era ancora in vita, e lo studio di registrazione AVISO, in collaborazione con i governi di Ungheria e Giappone.

## Sedi

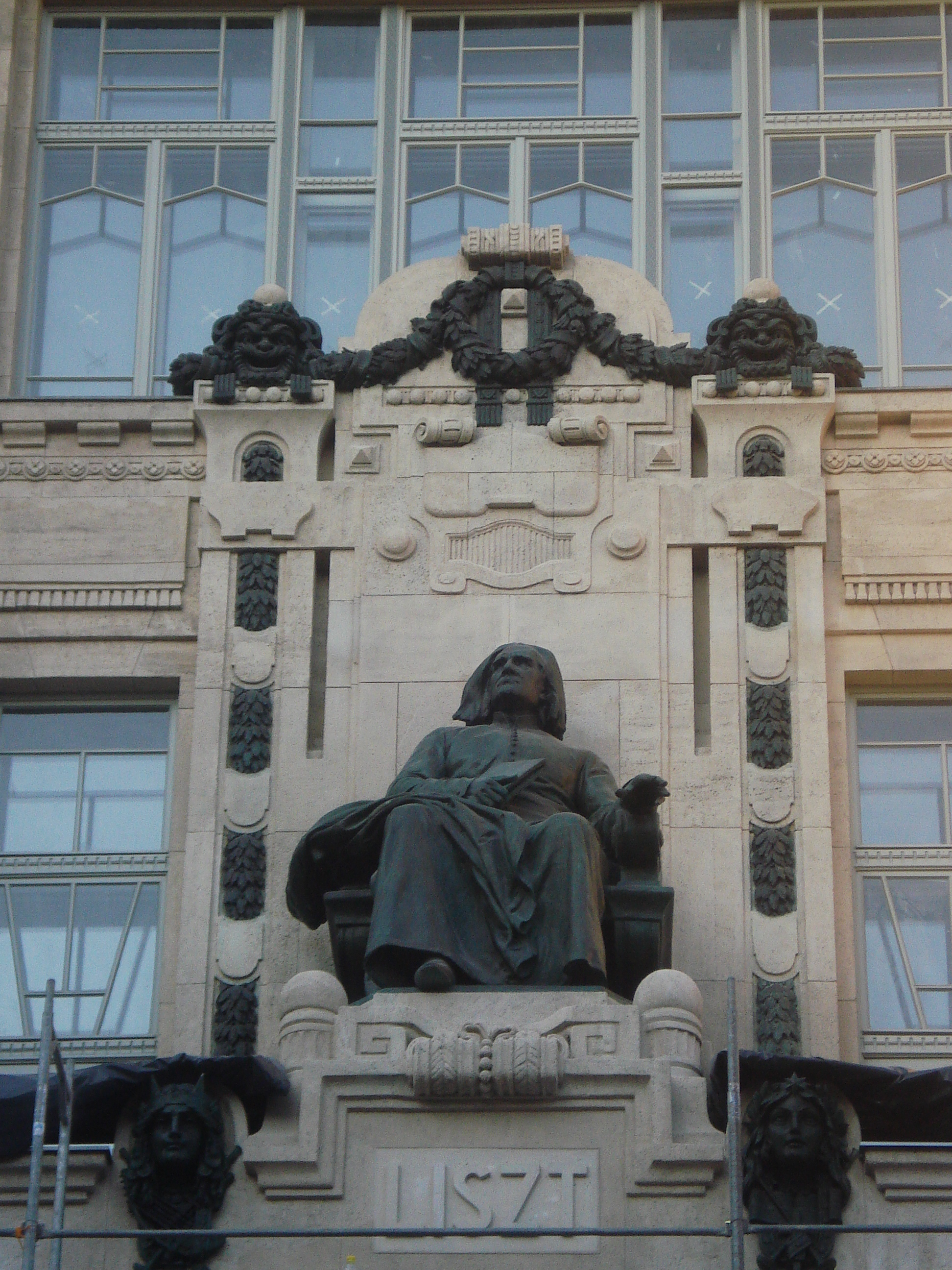
Statua di Ferenc Liszt

L'Accademia fu battezzata come "Reale accademia ungherese di musica" poi divenne "Università della musica" nel periodo 1919-1925. Questa scuola venne trasferita in un edificio neo-rinascimentale a tre piani progettato da Adolf Lang e costruito nell'attuale via Andrássy fra il 1877 ed il 1879. Questo luogo è chiamato "Vecchia accademia musicale" ed è ricordato da una targa realizzata nel 1934 da Zoltán Farkas. Questo edificio fu riacquistato dall'Accademia nel 1980 ed adesso è ufficialmente conosciuto come "Centro di memoria e ricerca Ferenc Liszt".
Per sostituire la "Vecchia accademia musicale", nel 1907 venne eretto un edificio tra via Király e piazza Ferenc Liszt. Viene utilizzato come centro per l'educazione superiore, per insegnamento della musica e come sala da concerto. Lo stile costruttivo dell'edificio Art Nouveau lo rende uno dei più conosciuti a Budapest. Fu ideato da Flóris Korb e Kálmán Giergl e commissionato dal barone Gyula Wlassics, allora Ministro della Cultura.
La facciata è dominata da una statua di Liszt (scolpita da Alajos Stróbl). L'interno della costruzione è decorato con affreschi, ceramiche Zsolnay e molte statue (fra le quali anche una di Béla Bartók). Originariamente la costruzione aveva anche molte vetrate artistiche realizzate da Miksa Róth, ma solo alcune sono rimaste. Il tutto in uno splendido e ricchissimo stile liberty, che rende l'edificio unico nel suo genere. L'ultima ristrutturazione completa dell'edificio sia interno che esterno fu eseguita nel 2013 dai maestri artigiani adeguati.
Altre strutture dell'Accademia sono il "Collegio per insegnanti di Budapest", con sede nella "Prima scuola di musica nazionale" in via Semmelweis, una scuola superiore (la Scuola secondaria di grammatica e tecnica musicale "Béla Bartók"), ed uno studentato.